# STS–122
Az STS–122 az amerikai űrrepülőgép-program 121., az Atlantis űrrepülőgép 29. repülése, a Nemzetközi Űrállomás építésének 24. küldetése.

## Jellemzői
A beépített kanadai Canadarm (RMS) manipulátor kart 50 méter kinyúlást biztosított (műholdak indítás/elfogása, külső munkák [kutatás, szerelések], hővédőpajzs külső ellenőrzése) a műszaki szolgálat teljesítéséhez. Az Orbiter Boom Sensor System (OBSS) rendszerrel újabb 15 méterrel meghosszabbították a manipulátor kinyúlási távolságát.

## Személyzet
(zárójelben a repülések száma az STS–122 küldetéssel együtt)
- Stephen Frick  (2), parancsnok
- Alan Goodwin Poindexter  (1), pilóta
- Stanley Glen Love  (1), küldetésfelelős
- Rex Joseph Walheim  (2), küldetésfelelős
- Leland Devon Melvin  (1), küldetésfelelős
- Hans Schlegel  (2), küldetésfelelős, (ESA, Németország)

Induló ISS személyzet:
- Léopold Eyharts  (2), ISS fedélzeti mérnök, (ESA, Franciaország)

Visszatérő ISS személyzet:
- Daniel Tani  (2), ISS fedélzeti mérnök

## Mentőküldetés
Az STS–107 katasztrófáját követően bevezették a mentő űrrepülőgép STS–3xx – (STS–323)/Szojuz űrhajó készenlétét. A mentő űrrepülőgép négy fővel indulva hozna vissza űrhajósokat, illetve a Szojuz űrhajó két fordulóval tudna az űrállomáson rekedt űrhajósokból állományt menteni. Az Atlantis biztonságos landolását lehetetlenné tevő sérülés vagy meghibásodás esetén a Endeavour STS–323 jelű küldetése kísérelhette volna meg a legénység megmentését.

## Események

### Első nap – február 7., indítás

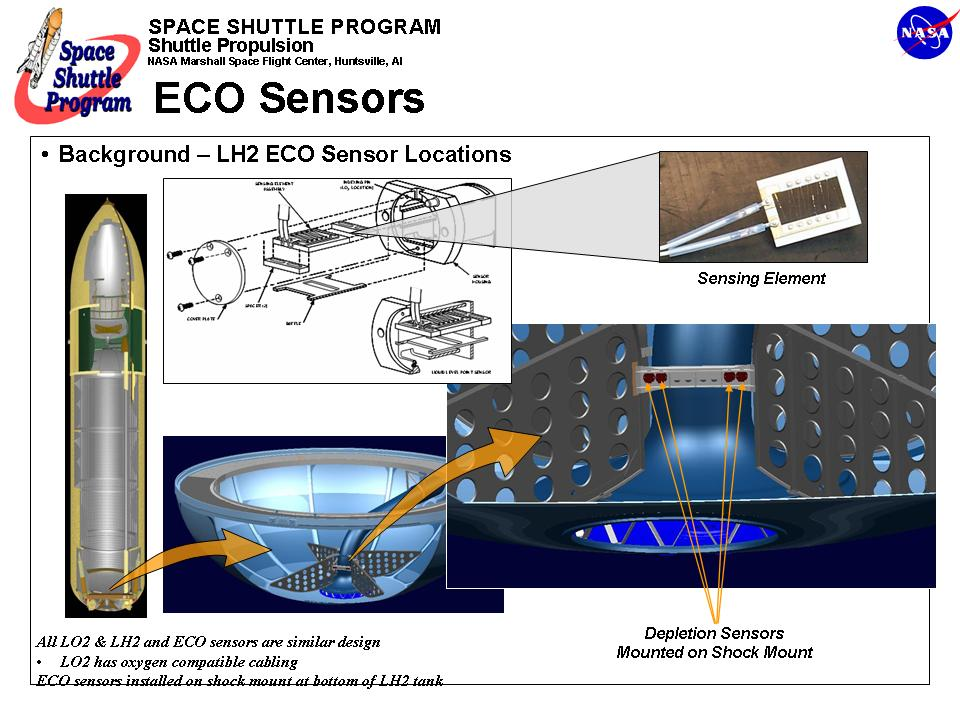
A decemberi fellövési kísérlet során meghibásodott üzemanyagszenzorok

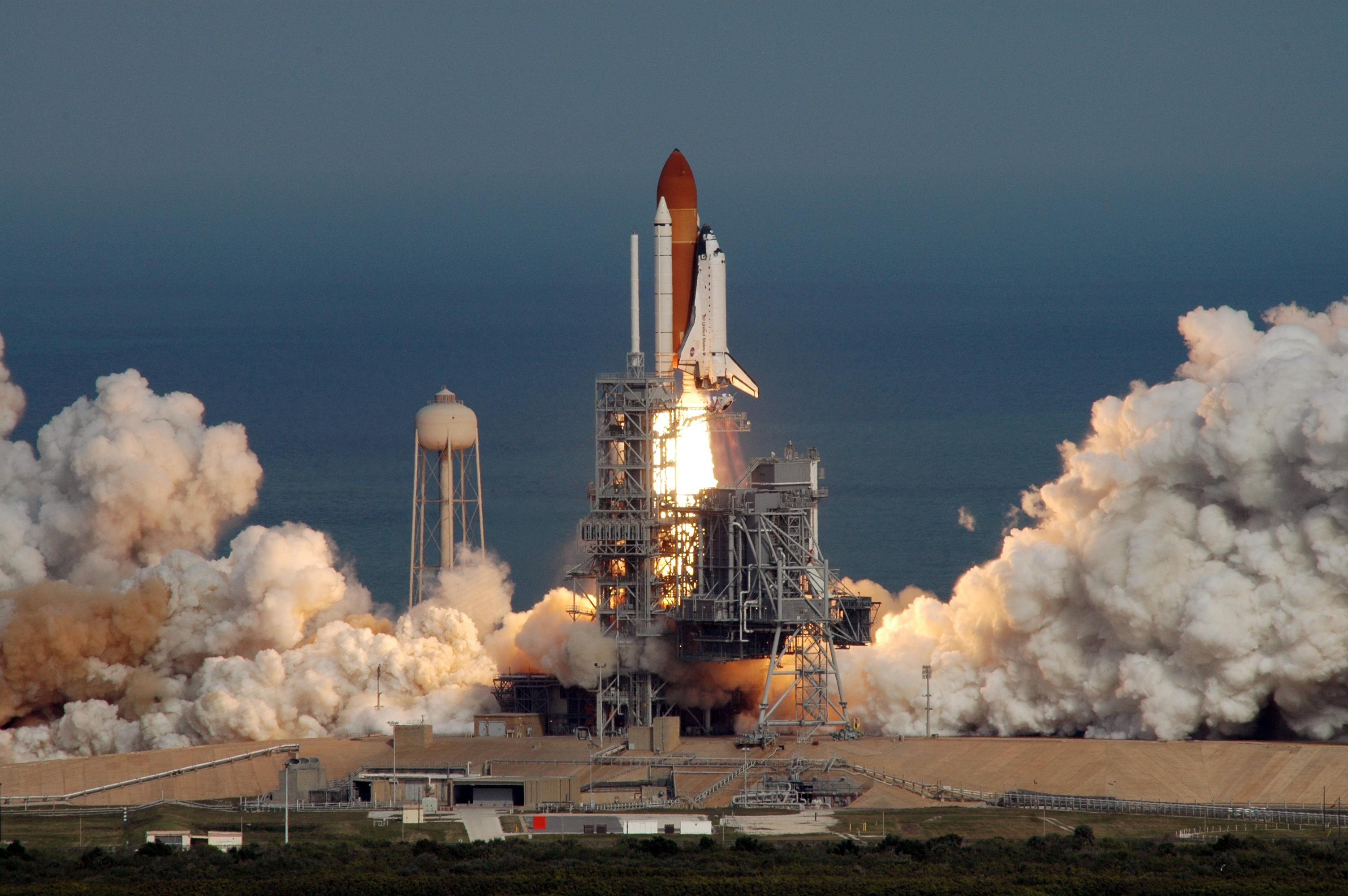
Az Atlantis kilövése 2008. február 7-én Cape Canaveralról, az LC39-A indítóállásról

Az eredeti tervek szerint december 6-án indították volna az űrsiklót, azonban a külső barna üzemanyagtartály feltöltése alatt meghibásodott két üzemanyagszenzor, ami a start elhalasztását eredményezte. Három nappal később a problémák újra jelentkeztek, ezért a helyzet alaposabb kivizsgálása érdekében az Atlantis küldetését 2008 februárjára halasztották.
Az indulást eredetileg 2007. december 6-ára tervezték, de egy érzékelő meghibásodása miatt többször el kellett halasztani.2008. február 7-én a szilárd hajtóanyagú gyorsítórakéták, Solid Rocket Booster(SRB) segítségével Floridából, a Cape Canaveral (KSC) Kennedy Űrközpontból, a LC39–A (LC–Launch Complex) jelű indítóállványról emelkedett a magasba. Az orbitális pályája 91,23 perces, 51,6 fokos hajlásszögű, elliptikus pálya perigeuma 331 kilométer, az apogeuma 339 kilométer volt. Felszálló tömeg indításkor 121 264 kilogramm, leszálló tömeg 93 536 kilogramm.

## Hasznos teher
A küldetés fő célja az Európai Űrügynökség (ESA) által fejlesztett, épített Columbus kutatómodul üzembehelyezése, valamint az STS–118 küldetés során lecserélt hibás giroszkóp visszahozatala a Földre. A Nemzetközi Űrállomás (ISS) 16. személyzetének tagját szállították, Léopold Eyhartst a (Francia Űrügynökség) (ESA) űrhajósát, aki Daniel Tanit váltotta az űrállomáson.

### Második nap – február 8.
A második nap során az űrrepülőgép legénysége előkészült a másnapi dokkoláshoz, illetve az Atlantis robotkarjával végigpásztázták a hővédő borítást sérülések után kutatva.

### Harmadik nap – február 9., dokkolás
Harmadik nap este az Atlantis űrrepülőgép sikeresen összekapcsolódott a Nemzetközi Űrállomással. A dokkolás előtt az Atlantis az űrállomás előtt hosszanti tengelye körül fordulatot tett, hogy a Nemzetközi Űrállomáson tartózkodó űrhajósok le tudják fényképezni az űrrepülőgép alsó részét borító hővédő csempeborítást. A földi irányítóközpontban szakemberek egy csoportja az elkészült képeket és az előző napi vizsgálat adatait elemezve kutat majd sérülés nyomai után.
Az este folyamán Daniel Tani hivatalosan is átadta helyét Léopold Eyhartsnak az űrállomás fedélzetén.
A NASA bejelentette, hogy elhalasztják a vasárnapra tervezett első űrsétát, mivel Hans Schlegel német űrhajós kisebb egészségügyi problémával küzd. A betegség részleteiről nem nyilatkoztak. Schlegel helyett az amerikai Stanley Glen Love hajtja végre a kitűzött feladatot. A második űrsétán a tervek szerint a német pilóta vesz részt.

### Negyedik nap – február 10.

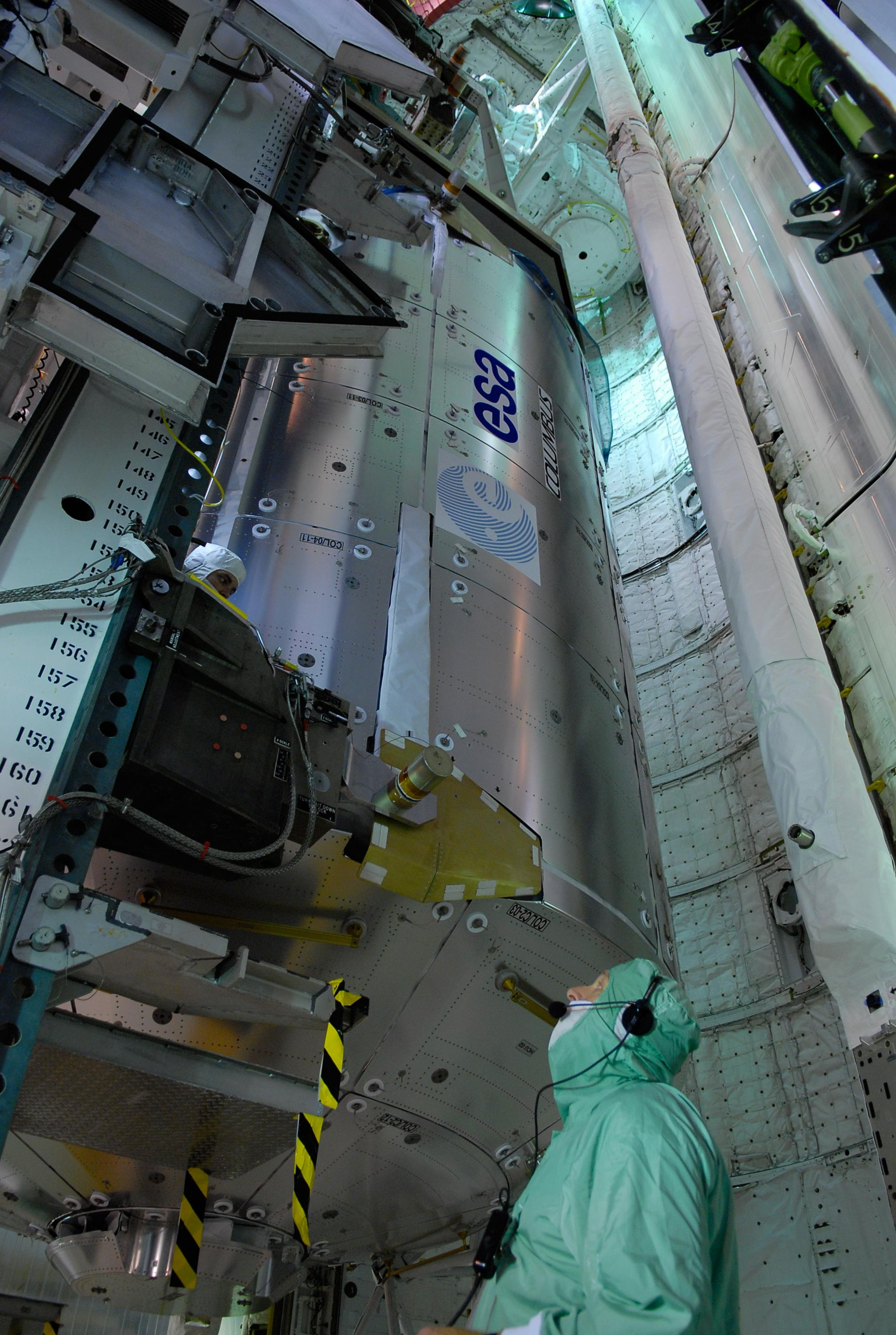
A Columbus modul behelyezése az Atlantis rakterébe

Vasárnap a földi kiszolgálószemélyzet egy sérülést jelzett a hővédőtakarón, és megkezdték a hiba kivizsgálását az Atlantis legénységével együttműködve. Eközben átrakodták az ellátmányt és a felszereléseket az űrrepülőgépből az űrállomásra. A NASA bejelentette, hogy Schlegel betegsége nem komoly és nem veszélyezteti a legénység többi tagját. Folytatódott a feladatok átadása Eyharts és Tani között. Rex Joseph Walheim és Stanley Love felkészültek a másnapi űrsétára, majd az éjszakát a légzsilipben töltötték.
A NASA a nap végén bejelentette, hogy teljesen átvizsgálták az űrrepülőgép hasát, szárnyainak belépőélét, és semmilyen problémát nem találtak a kritikus felületeken. Ezen kívül folytatják a jobb oldali hátsó manőverező rendszer (OMS – Orbital Maneuvering System) hővédő takaróján található szakadás vizsgálatát.

### Ötödik nap – február 11., első űrséta
A nap az első űrséta jegyében telt. Az űrhajósok magyar idő szerint 15:13-kor kezdték meg a Columbus modul előkészítését és hozzákapcsolását a Harmony (Node-2) modulhoz. A nyolcórás űrséta során a feladatot sikeresen végrehajtották, majd nem sokkal ezután a Columbust nyomás alá helyezték. A modul üzembehelyezését másnap, és a február 13-ra ütemezett második űrsétán folytatják.

### Hatodik nap – február 12.
A hatodik nap során folytatódott a Columbus kutatómodul üzembehelyezése és a felszerelések bepakolása. Az esti sajtótájékoztatón a NASA illetékesei elmondták, hogy sok dologgal az ütemterv előtt tartanak. Rövid sajtótájékoztatók sorozatát tartották a Nemzetközi Űrállomás fedélzetéről is, ahonnan Stephen Frick parancsnok, Alan Poindexter és Hans Schlegel válaszolt az újságírók kérdéseire. Schlegel újságírói kérdésre válaszolva elmondta, hogy a korábbi egészségügyi problémája megoldódott, de részleteket továbbra sem kívánt közölni a betegség mibenlétéről.

### Hetedik nap – február 13., második űrséta

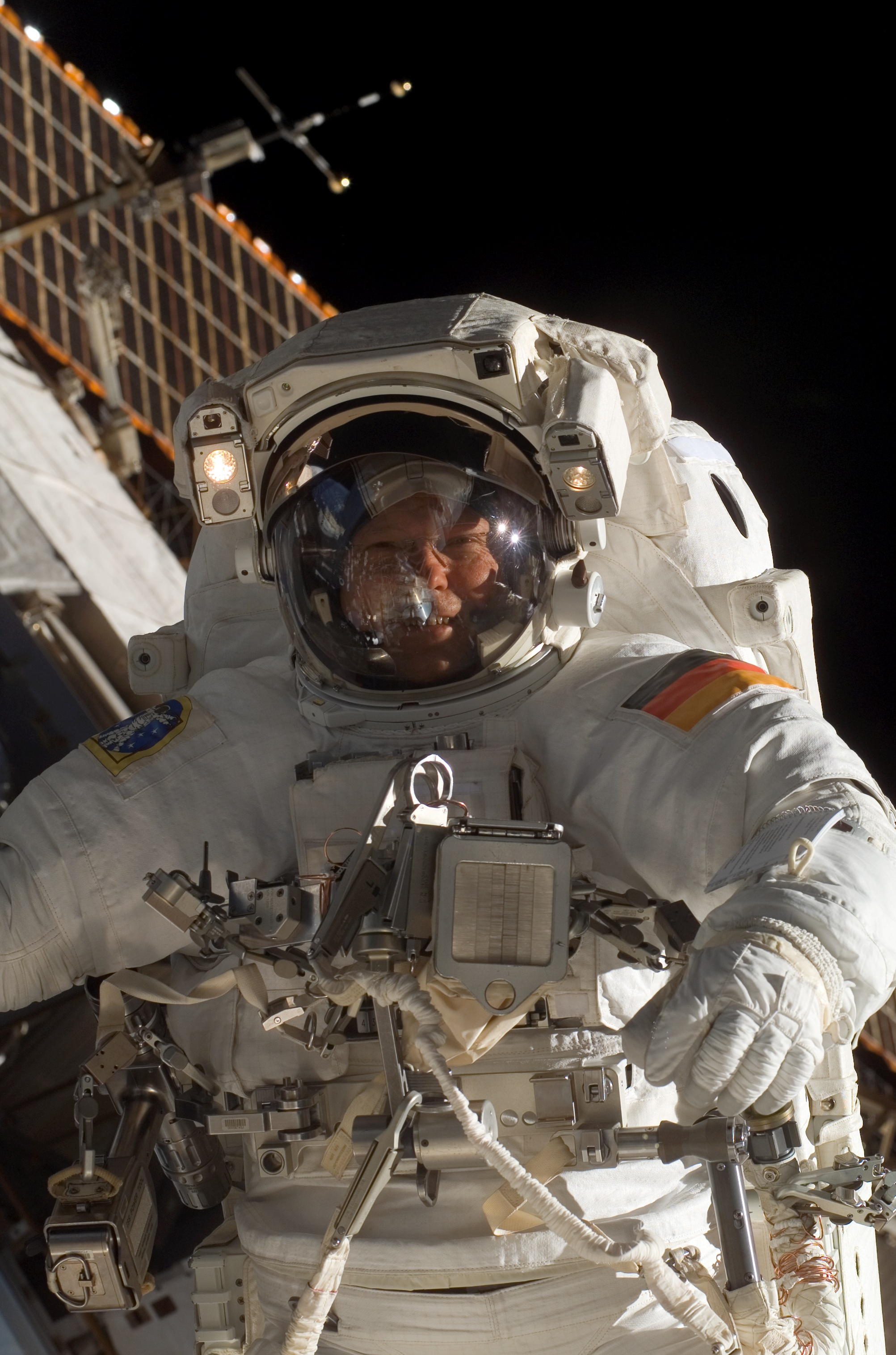
Hans Schlegel a második űrséta során

Szerdán Rex Joseph Walheim és Hans Schlegel sikeresen végrehajtotta a második űrsétát. A közel 7 órás munka során kicserélték az űrállomás egyik nitrogéntartályát, ami az ISS hűtésében játszik fontos szerepet. A tartály kicserélése után számos karbantartó javítást is elvégeztek a Destiny labormodul védőborításán. A NASA földi személyzete úgy döntött, hogy egy nappal meghosszabbítják az Atlantis útját, így még több idő fordíthatnak a Columbus modul beüzemelésére. A módosítás miatt a leszállás új időpontját február 20-ra tűzték ki.

### Nyolcadik nap – február 14.
A nyolcadik nap főleg a pihenésről szólt. Az űrhajósok interjúkat adtak az újságíróknak, majd délután a legénység több tagja Angela Merkel német kancelláral is beszélt. A nap végén az űrhajósok megkezdték az előkészületeket a pénteki űrsétára.

### Kilencedik nap – február 15., harmadik űrséta
Pénteken Rex Joseph Walheim és Stanley Love hét és fél órás űrséta során üzembe helyeztek két, a Columbushoz kapcsolódó külső műszert. Kicserélték továbbá az űrállomás egy meghibásodott giroszkópját is.

### Tizedik nap – február 16.
Reggel beindították az Atlantis pályakorrekciós hajtóműveit, hogy körülbelül 2,2 km-rel megemeljék a Nemzetközi Űrállomás pályamagasságát. Erre az Endeavour űrrepülőgép márciusi útja (STS–123) miatt volt szükség. A pályakorrekció körülbelül 36 percig tartott. Folytatódott a Columbus üzembehelyezése is. Délután az űrállomás és az Atlantis legénysége összevont sajtótájékoztatót tartott, amin részt vett mind a tíz űrhajós.

### Tizenegyedik nap – február 17.

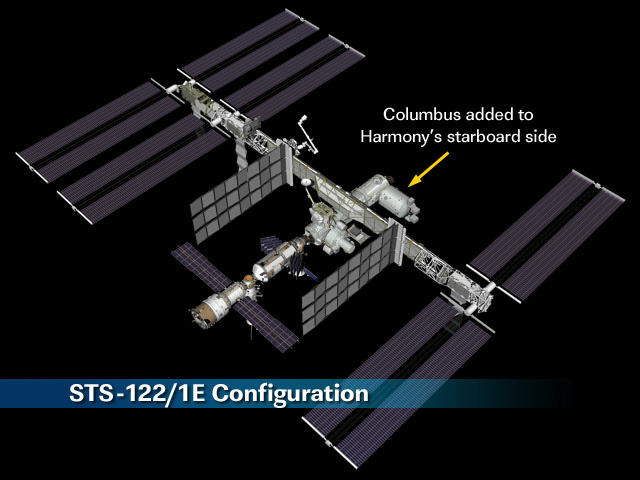
A Nemzetközi Űrállomás az STS–122 küldetés után (1E jelű állapot)

Február 17-én vasárnap befejeződött a két űrjármű közötti rakomány átpakolása. Ezután a Nemzetközi Űrállomás és az Atlantis űrrepülőgép legénysége elbúcsúzott egymástól, majd magyar idő szerint este hét órakor lezárták a közöttük kapcsolatot teremtő zsilip ajtaját. Az űrhajósok megkezdték a hétfői szétválás előkészületeit.

### Tizenkettedik nap – február 18., szétválás
Az Atlantis közép-európai idő szerint délelőtt 10:24-kor vált el a Nemzetközi Űrállomástól. Az űrrepülőgép fedélzetén az űrállomásra beköltözött Léopold Eyharts helyét az onnan hazatérő Daniel Michio Tani vette át. Az űrrepülőgéppel ezután körberepülték a kibővített űrállomást, miközben számos fénykép és videófelvételt készítettek róla. A nap folyamán újból átvizsgálták az Atlantis hővédő rendszerét, a felmérés eredményeit kedden vizsgálták meg a földi mérnökök.

### Tizenharmadik nap – február 19.

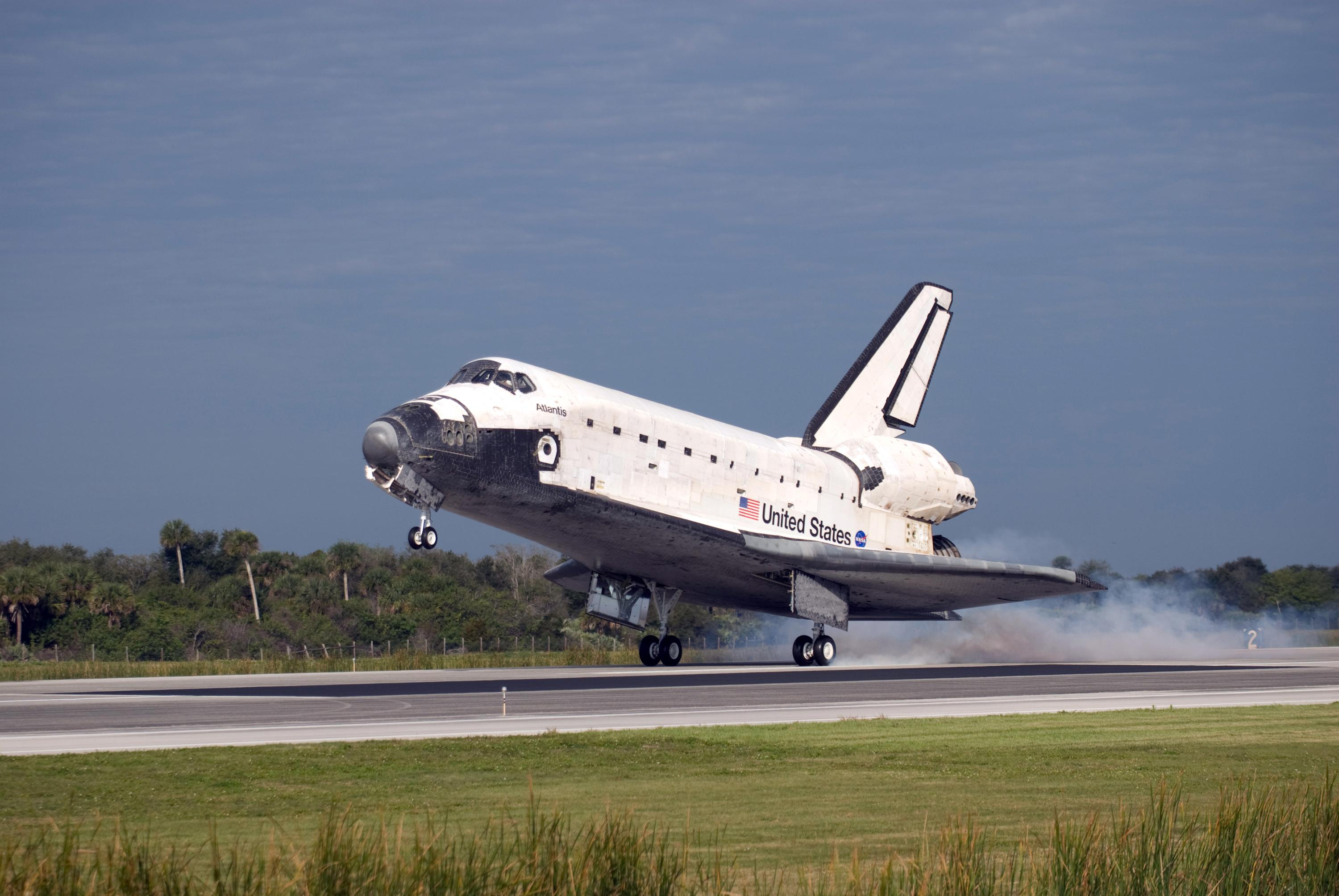
Az Atlantis földet ér

Az utolsó előtti napon az Atlantis legénysége megkezdte a felkészülést a leszállásra. A földi irányítószemélyzet kijelölte az elsődleges és a tartalék leszállóhelyeket. Az elsődleges leszállóhely a floridai Kennedy Űrközpont. Az űrrepülőgép manőverező egységének fűtőegysége nem sokkal korábban meghibásodott, de ez nem befolyásolja a hazatérést.

### Tizennegyedik nap – február 20., leszállás
Ébresztés után közép-európai idő szerint délelőtt 11-kor megkezdődött a felkészülés a leszállásra. Egy órával később az űrhajósok beszíjazva ültek az üléseikben, a raktérajtó pedig becsukódott. Délután 2 után pár perccel Steven Frick parancsnok megkezdte a leszállást. Az Atlantis magyar idő szerint 15:07-kor landolt a Kennedy Űrközpont kifutóján. Összesen 14 napot, 22 órát, 46 percet és 28 másodpercet töltött a világűrben. 8 500 000 kilométert (5 300 000 mérföldet) repült, 202 alkalommal kerülte meg a Földet.

## Űrséták
(zárójelben a dátum és az időtartam)
- EVA 1: Walheim és Love (2008. február 11., 7 óra 58 perc)
- EVA 2: Walheim és Schlegel (2008. február 13., 6 óra 45 perc)
- EVA 3: Walheim és Love (2008. február 15., 7 óra 25 perc)

## Külső hivatkozások
- STS–122. spacefacts.de. (Hozzáférés: 2013. december 24.)
- STS–122. lib.cas.cz. [2013. október 13-i dátummal az eredetiből archiválva]. (Hozzáférés: 2013. december 24.)
- STS–122. astronautix.com. (Hozzáférés: 2013. december 24.)
- STS–122. nss.org. [2013. december 24-i dátummal az eredetiből archiválva]. (Hozzáférés: 2013. december 24.)